# Schemarja Gorelik

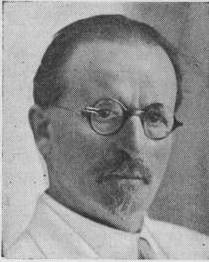
Schemarja Gorelik

Schemarja Gorelik (geboren 1877 in Lochwyzja, Russisches Kaiserreich; gestorben 25. Oktober 1942 in Tel Aviv) war ein jiddischsprachiger Publizist in Wilna, Clarens VD, Berlin, New York, Warschau und Tel Aviv.

## Leben und Wirken
Schemarja Gorelik stammte aus einer jüdischen Familie in Lochwitz in der Ukraine. Um 1890 zog sein Vater mit ihm nach Wilna, wo er als kaufmännischer Angestellter und Buchhalter arbeitete.
Seit etwa 1898 schrieb Schemarja Gorelik für russischsprachige, später für jiddische Zeitschriften. Er engagierte sich im jüdischen Bund, seit 1905 in zionistischen Organisationen. Schemarja Gorelik reiste nach Berlin, in die Schweiz, nach Frankreich, Dänemark und in weitere Länder und berichtete darüber in Reisefeuilletons.
Seit 1914 lebte er in der Schweiz, meist in einer Pension in Clarens. Anfang 1919 wurde er wegen angeblicher revolutionärer Aktivitäten inhaftiert und danach ausgewiesen. Danach lebte er in Berlin. 1923 unternahm Schemarja Gorelik er eine längere Reise nach Kanada und in die USA. 1929 lebte er in Warschau. 1933 zog er nach Palästina, wo er 1942 starb.

## Publikationen (Auswahl)
Schemarja Gorelik veröffentlichte Texte in russischer, jiddischer, deutscher, französischer  und hebräischer Sprache, in den letzteren drei als Übersetzungen.

### Jiddische Publikationen
Bücher
- Briv tsu a fraynd [Brief an einen Freund], Wilna 1906, 96 S.
- Der idisher almanakh (Der jiddische Almanach), Kiew 1910, als Herausgeber
- Di liebe provints, Kletskin, Wilna, 1911 (1913?), 160 S., übersetzt ins Deutsche 1912
- Literatur-bilder, Warschau 1912, 117 S., (über Ibsen, Hamsun, Strindberg, Wilde, France, Rodenbach, Schewtschenko)
- In vanderlebn. Rayze-bilder un felyetonen [Im Wanderleben. Reisebilder und Feuilletons], Gitlin, Warschau 1918, 159 S., (über Glikl von Hameln, Baron Edmund von Rothschild, Captain Scott, Jizchak Leib Perez und andere)
- Groyse neshomes [Große Seelen], Wostok, Dresden, 1921, 170 S., (über Angelo, Pascal, Carlyle, Ruskin, Whitman, Tolstoy und Tagore)
- Yidishe kep [Jüdische Köpfe], Wostok, Dresden, 1921, 132 S., (über Graetz, Beaconsfeld [Disraeli], Spinoza, Brandes, Heine, Mendele, Sholem-Aleykhem, Peretz, Dinezon, Asch, Vayter und Levitan)
- Darzeylungen fun Rabindranat Tagore (Erzählungen von Rabindranath Tagore), Wostok, Berlin, 1922, 138 S., als Übersetzer
- Yoysef Budko (Joseph Budko), Warschau 1924, 30 Seiten, mit Bildern von Budko
- Eseyen [Essays], Mayrev, Los Angeles, 1947, 350 S.

Zeitschriften
Shmarye Gorelik schrieb für verschiedene jiddische Zeitschriften, wie Dos yidishe folk (ab 1905), Literarishe Monatshriftn  (ab 1908, als Mitherausgeber, mit Shmuel Niger und A. Vayter), Folk un land, Yudish (von I. L. Perez),  Dos bukh [Das Buch] (von A. Vevyorke), Lebn un visnshaft [Leben und Wissenschaft], Unzer lebn, Di naye velt, Der Fraind , Der Tog (New York), Moment (Warschau), Morgn-zhurnal und weitere
- „bletlekh fun a togbukh“, in Yidishe tsaytung, 8. April 1909
- „bletlekh fun a togbukh“, in Yidishe tsaytung, 9. April 1909
- „bletlekh fun a togbukh“, Yidishe tsaytung, 20. Mai 1909
- „Rayze-felyetonen II“, in Haynt, 2. April 1914
- „Rayze-felyetonen III“, in Haynt, 7. April 1914
- „Rayze-felyetonen IV“, in Haynt, 23. April 1914
- „Rayze-felyetonen V“, in Haynt, 21. Mai 1914
- „Rayze-felyetonen VI“, in  Haynt, 14. Juni 1914
- „Rayze-felyetonen VII“, in Haynt, 26. Juni 1914
- „Program un tsil“, in Dos yidishe vort (La Parole Juive), 1, 11. Oktober 1915, S. 3–4.

### Deutsche Publikationen
Er veröffentlichte einige Texte in deutscher Sprache in Übersetzungen, meist als Sch. Gorelik bezeichnet.
Bücher
- Die liebe Provinz, Jüdischer Verlag, Berlin 1912, (vorher in Ost und West, 1911/12, 3 Texte); übersetzt aus dem jiddischen Original von 1911
- mit Isaac Leib Peretz, Sholem Aleichem: Dreibuch. Jüdische Geschichten. Wie soll man diese Geschichten lesen? Vorbemerkung von Max Brod. Jüdischer Verlag, Berlin, 1916.
- Golus, Zion und Romantik, Jüdischer Verlag, Berlin 1918 (vorher in Die Welt, 1912, zwei Texte)
- Fünf Jahre im Land Neutralien. Schweizer Kriegserlebnisse eines jüdischen Schriftstellers, Jüdischer Verlag, Berlin 1919, 137 S., übersetzt von Nadja Strasser und
- Heinrich Grätz (= Jüdische Bücherei, 14), Verlag für jüdische Kunst und Kultur Fritz Gurlitt, Berlin 1920
- Scholem Alechem (= Jüdische Bücherei, 15), Verlag für jüdische Kunst und Kultur Fritz Gurlitt, 1920
- Mendele (= Jüdische Bücherei, 16), Verlag für jüdische Kunst und Kultur Fritz Gurlitt

Zeitschriften
Schemarja Gorelik veröffentlichte einige Texte in deutschen jüdischen Zeitschriften wie Ost und West, Die Welt und Jüdische Rundschau, in Übersetzungen.
- „Die liebe Provinz. Bilder aus dem Leben der jüdischen Intelligenz in Russland“, in Ost und West, 1911, 12, S. 1099–1104.
- „Die Liebe Provinz. II. Gebrochene Herzen“, in .Ost und West, 1912, 1, S. 37–48.
- „Die Liebe Provinz. III. Asriel, der Buchbinder“, in Ost und West, 1912, 3, S. 235–242.
- „Elul“, in Ost und West, 1912, 9, S. 841–844.
- „Der erloschene Stern.“, in Ost und West, 1912, 10, S. 935–944.
- „Golus-Romantik“, in Die Welt, 4, 26. Januar 1912, S. 119–121.
- „Golus-Romantik“, in Die Welt, 6, 9. Februar 1912, S. 181–182.
- „Die Fortsetzung der Debatte“, in Die Welt,  35, 30. August 1912, S. 1073–1075.
- „Bei Sonnenuntergang“, in Die Welt, 51, 20. Dezember 1912, S. 1062–1064.

### Hebräische Publikationen
Buch
Shemaryahu Gorelik veröffentlichte ein Buch in hebräischer Sprache.
- Masot, Gorelik, Tel Aviv, 1937, übersetzt von Avraham Schlonsky

Zeitschriften
Er verfasste einige Artikel für hebräische Zeitschriften und Zeitungen, wie Had haZman (Echo der Zeit), HaʿOlam (die Welt),  HaSchiloach (Der Siloah) in Russland, sowie nach 1933 in Davar (Wort), Haʾarets (Das Land), HaBoqer (Heute morgen) und das Journal Bustanaʾi (Gärtner), jeweils in Übersetzungen.

### Russische Publikationen
Bücher
Einige Bücher erschienen als Übersetzungen ins Russische, wie
- Jüdische Köpfe, Berlin 1923 (Original 1921)

Zeitschriften
Er verfasste ab etwa 1902 einige Artikel für die jüdischen russischsprachigen Zeitschriften Sewero-sapadnoje slowo [Severo-zapadnoie slovo/Nordwestliches Wort] (Wilna) und Nowaja Sarja [Neue Dämmerung], sowie nach 1905 Rassvet

### Französische Publikationen
- Une dette envers Israël. Lettres d’un Juif à un Chrétien. Fr. Ruedi, Lausanne 1918